# West Side Story (1961)
West Side Story (br: Amor, Sublime Amor — pt: West Side Story - Amor Sem Barreiras) é um filme estadunidense de 1961, dos gêneros musical e drama, dirigido por Robert Wise. O filme foi adaptado por Ernest Lehman de um bem-sucedido musical da Broadway, lançado em 1957, com libreto de Arthur Laurents e encenado por Jerome Robbins, que foi também o autor da ideia. Tanto o musical teatral e o filme, são uma adaptação livre, ambientada na década de 1950, de Romeu e Julieta do William Shakespeare.
O filme foi considerado "culturalmente, historicamente ou esteticamente significativo" pela Biblioteca do Congresso e foi selecionado para preservação no Registro Nacional de Filmes dos Estados Unidos em 1997. Uma segunda adaptação cinematográfica de mesmo nome de Steven Spielberg foi lançada em dezembro de 2021.

## Sinopse
À semelhança do que acontece na peça Romeu e Julieta de William Shakespeare, o filme, ambientado no Upper West Side de Nova York, apresenta uma rivalidade das gangues Jets (nova-iorquinos nativos) e Sharks (imigrantes porto-riquenhos). Tony, antigo líder dos Jets, é apaixonado por María, irmã do líder dos Sharks. O amor do casal protagonista floresce entre o ódio e a briga das duas gangues e seus códigos de honras, tal qual a desavença histórica entre os Capuletto e os Montechio mostrada em Romeu e Julieta.

## Elenco
- Natalie Wood .... Maria
- Richard Beymer .... Tony
- Russ Tamblyn .... Riff
- Rita Moreno .... Anita
- George Chakiris .... Bernardo
- Simon Oakland .... tenente Schrank
- Ned Glass .... médico
- William Bramley .... oficial Krupke
- Tucker Smith .... Ice
- Tony Mordente .... Action
- David Winters .... A-Rab
- Eliot Feld .... Baby John
- Carole D'Andrea .... Velma
- Jay Norman .... Pepe
- Tommy Abbott .... Gee-Tar

## Músicas
Ato 1
- "Prologue" - Jets e Sharks
- "Jet Song" - Riff, Action, Baby John, A-rab, Big Deal e Jets
- "Something's Coming" - Tony
- "Dance at the Gym" - Jets e Sharks
- "Maria" - Tony
- "America" - Anita, Rosalia e Sharks (Meninas)
- "Tonight" - Tony e Maria
- "Gee, Officer Krupke" - Riff e Jets
- "I Feel Pretty" – Maria
- "One Hand, One Heart" – Tony e Maria
- "Tonight Quintet and Chorus" – Anita, Tony, Maria, Bernardo, Riff, Jets e Sharks
- "The Rumble" - Jets e Sharks

Ato 2
- "Ballet Sequence" - Tony e Maria
- "Somewhere (There's a Place For Us)" - Tony e Maria
- "Procession and Nightmare" - Jets e Sharks
- "Cool" – Action, A-rab, Diesel, Baby John e os Jets
- "A Boy Like That" - Anita e Maria
- "I Have a Love" - Maria
- "Taunting Scene" – Anita e Jets
- "Finale" - Tony e Maria

## Lançamento e crítica
Lançado nos cinemas em 18 de outubro de 1961, o filme foi sucesso de crítica e público. É o musical mais premiado da história do cinema tendo ganhado 10 Oscars, 3 Globos de Ouro e 2 Grammys em 1962, além do Directors Guild of America, o National Board of Review e o New York Film Critics Circle Awards em 1961. O título West Side Story traduzido no sentido literal é "História da Zona Oeste" e faz referência ao fato de que o filme é ambientado na zona oeste da cidade de Nova York.

## Prêmios e indicações
Oscar (1962)
| Data da Cerimônia | Categoria                         | Recipiente                                          | Resultado |
| ----------------- | --------------------------------- | --------------------------------------------------- | --------- |
| 9 de abril        | Melhor Filme                      | Robert Wise                                         | Venceu    |
| 9 de abril        | Melhor Diretor                    | Robert Wise, Jerome Robbins                         | Venceu    |
| 9 de abril        | Melhor Ator Coadjuvante           | George Chakiris                                     | Venceu    |
| 9 de abril        | Melhor Atriz Coadjuvante          | Rita Moreno                                         | Venceu    |
| 9 de abril        | Melhor Roteiro Adaptado           | Ernest Lehman                                       | Indicado  |
| 9 de abril        | Melhor Trilha Sonora              | Saul Chaplin, Johnny Green, Sid Ramin, Irwin Kostal | Venceu    |
| 9 de abril        | Melhor Fotografia - Colorida      | Daniel L. Fapp                                      | Venceu    |
| 9 de abril        | Melhor Direção de Arte - Colorida | Boris Leven, Victor A. Gangelin                     | Venceu    |
| 9 de abril        | Melhor Figurino - Colorido        | Anne Jeffreys                                       | Venceu    |
| 9 de abril        | Melhor Edição                     | Thomas Stanford                                     | Venceu    |
| 9 de abril        | Melhor Som                        | Gordon E. Sawyer, Fred Hynes                        | Venceu    |

Globo de Ouro (1962)
| Data da Cerimônia | Categoria                        | Recipiente                  | Resultado |
| ----------------- | -------------------------------- | --------------------------- | --------- |
| 5 de março        | Melhor Filme - Musical           | Robert Wise                 | Venceu    |
| 5 de março        | Melhor Diretor                   | Robert Wise, Jerome Robbins | Indicado  |
| 5 de março        | Melhor Ator - Comédia ou Musical | Richard Beymer              | Indicado  |
| 5 de março        | Melhor Ator Coadjuvante          | George Chakiris             | Venceu    |
| 5 de março        | Melhor Atriz Coadjuvante         | Rita Moreno                 | Venceu    |

Grammy 1962
- Venceu na categoria de melhor álbum de trilha sonora de cinema ou televisão.

BAFTA 1963
- Indicado na categoria de melhor filme estrangeiro.